# Bourse de Hanoï

La Bourse de Hanoï (vietnamien : Sở Giao dịch Chứng khoán Hà Nội, sigle HNX) est située dans le District de Hoan Kiem à Hanoï au Viêt Nam.

## Présentation
À cet endroit, se tenait autrefois la quincaillerie Charrière et Cie (qui deviendra en 1910 la société Poinsard et Veyret).
Face à l'Opéra de Hanoï, le bâtiment a été démoli en 2009 puis reconstruit en gardant certains traits de son architecture originelle, en particulier la coupole, pour accueillir  la bourse de Hanoi qui ouvrira en mars 2005,. 
La capitalisation boursière de la bourse de Hanoï augmente d'année en année, atteignant 192 000 milliard VND en 2020, soit 100 fois plus qu'en 2005.
En 2019, son marché a atteint 23% du Produit intérieur brut (PIB) du Viêt Nam. Sur la période 2018-2019, la valeur des échanges d’une séance s’élevait à 10 000 milliard VND par jour, soit 2,7 fois plus qu’en 2015.
La Bourse de Hanoi (HNX) est plus petite que la Bourse d'Hô-Chi-Minh-Ville (HOSE) en termes de valeur marchande. En septembre 2019, HNX avait 367 sociétés côtées ayant une capitalisation boursière totale d'un peu plus de 8 milliards USD.
La valeur commerciale moyenne de HNX est bien inférieure à celle de HOSE, elle compte 33,8 millions USD par session, soit 28% de plus que l'année précédente.
En ce qui concerne les entreprises, HNX répertorie principalement les actions des petites et moyennes entreprises. HNX gère également les enchères et le négoce d'obligations d'État et de dérivés.
Le gouvernement est en train d'intégrer les deux bourses, ainsi que les normes des entreprises qui seront incluses dans les deux bourses, afin d'accroître la transparence.

## Classement des entreprises de HNX et HOSE
Selon Forbes, les 50 valeurs les mieux côtées des bourses HNX et HOSE sont en 2019:
| Société                   | Valeur (million USD) | Secteur                     |
| ------------------------- | -------------------- | --------------------------- |
| Vinamilk                  | 2 239                | 1.Alimentation              |
| Sabeco                    | 486                  | 1.Alimentation              |
| Masan Comsumer            | 305                  | 1.Alimentation              |
| Tan Hiep Phat             | 104,8                | 1.Alimentation              |
| NutiFood                  | 85,2                 | 1.Alimentation              |
| Habeco                    | 62,9                 | 1.Alimentation              |
| Kido                      | 58,2                 | 1.Alimentation              |
| Quang Ngai Sugar          | 30                   | 1.Alimentation              |
| Thanh Thanh Cong-Bien Hoa | 20,5                 | 1.Alimentation              |
| Vissan                    | 15,3                 | 1.Alimentation              |
| Bao Viet                  | 95,9                 | 2 Assurance                 |
| PVI                       | 35,9                 | 2 Assurance                 |
| SSI                       | 32,3                 | 3.Valeurs mobilières        |
| Petrolimex                | 133,5                | 4.Vente au détail           |
| MobileWorld               | 129,1                | 4.Vente au détail           |
| Golden Gate               | 26,1                 | 4.Vente au détail           |
| PVOIL                     | 14,8                 | 4.Vente au détail           |
| Hoa Phat                  | 128,9                | 5.Matériaux de construction |
| Binh Minh Plastic         | 19,1                 | 5.Matériaux de construction |
| Viglacera                 | 15,5                 | 5.Matériaux de construction |
| Vicem Ha Tien             | 13,8                 | 5.Matériaux de construction |
| Rang Dong                 | 21,2                 | 6.Produits ménagers         |
| Cadivi                    | 14,6                 | 6.Produits ménagers         |
| Viettel                   | 2 163                | 7.Télécommunications        |
| MobiFone                  | 393                  | 7.Télécommunications        |
| Vinaphone                 | 301                  | 7.Télécommunications        |
| FPT                       | 215,2                | 8.Technologies              |
| VNG                       | 59,6                 | 8.Technologies              |
| PNJ                       | 78,6                 | 9.Biens de consommation     |
| Biti’s                    | 22,4                 | 9.Biens de consommation     |
| Thien Long                | 19,6                 | 9.Biens de consommation     |
| Viet Tien                 | 15,6                 | 9.Biens de consommation     |
| Vietcombank               | 246,5                | 10.Banque                   |
| BIDV                      | 148                  | 10.Banque                   |
| Techcombank               | 141,1                | 10.Banque                   |
| VietinBank                | 139,9                | 10.Banque                   |
| VPBank                    | 138,3                | 10.Banque                   |
| Vinhomes                  | 411                  | 11.Immobilier               |
| Vincom Retail             | 155,6                | 11.Immobilier               |
| Novaland                  | 57                   | 11.Immobilier               |
| Nam Long                  | 22,5                 | 11.Immobilier               |
| Vietnam Airlines          | 113,7                | 12.Aviation                 |
| Vietjet Air               | 111,8                | 12.Aviation                 |
| Saigontourist             | 54,9                 | 13.Tourisme-hôtellerie      |
| VNPost                    | 23,3                 | 14.Logistique               |
| Hau Giang Pharma          | 46,6                 | 15.Pharmaceutique           |
| Traphaco                  | 16,7                 | 15.Pharmaceutique           |
| Thaco                     | 93,7                 | 16.Automobile               |
| Da Nang Rubber            | 14,4                 | 16.Automobile               |
| Dam Phu My                | 23,2                 | 17.Agriculture              |